# Katarzyna Gójska
Katarzyna Gójska, primo voto Hejke (ur. 30 lipca 1977) – polska działaczka polityczna, dziennikarka, publicystka.

## Życiorys
W drugiej połowie lat 90. działała w Lidze Republikańskiej. Wówczas, z polecenia przewodniczącego tej organizacji, Mariusza Kamińskiego, trafiła do tygodnika „Gazeta Polska”. Została zastępcą redaktora naczelnego tego czasopisma, Tomasza Sakiewicza, a także dziennika „Gazeta Polska Codziennie”. Była redaktorem naczelnym kwartalnika „Nowe Państwo” i miesięcznika „Niezależna Gazeta Polska”, od września 2009 scalonych w miesięcznik „Niezależna Gazeta Polska – Nowe Państwo”, którego także została redaktorem naczelnym. Została członkiem zarządu Niezależnego Wydawnictwa Polskiego i prokurentem w podmiocie Słowo Niezależne Sp. z o.o. (wydającej miesięcznik Niezależna Gazeta Polska i portal internetowy Niezalezna.pl).
Wraz z Witoldem Gadowskim była pomysłodawcą cyklu telewizyjnego Cienie PRL-u, emitowanego w TVP1, którego prowadzącym i współautorem był Bronisław Wildstein. W latach 2008–2023 była związana z Polskim Radiem. Od 2008 prowadziła audycję Klub Trójki w Programie III Polskiego Radia. Od października 2017 do grudnia 2023 była współprowadzącą audycję Sygnały dnia w Programie I Polskiego Radia.
W styczniu 2013 zasiadła w składzie rady nadzorczej Telewizja Niezależna S.A., zarządzającej stacją Telewizja Republika. Została prezenterką stacji. Od 2013 współprowadzi z Piotrem Lisiewiczem program Kulisy manipulacji. Od 2013 do 2020 współprowadziła z Joanną Lichocką program Nowe pokolenie. Od 2015 prowadzi program W punkt. Od 2018 prowadziła program 7x24, który był również emitowany w Polskim Radiu 24.
W kwietniu 2017, wskutek orzeczenia Sądu Najwyższego, przeprosiła Milana Suboticia, byłego sekretarza programowego TVN, za napisanie o nim w „Gazecie Polskiej” w 2006 roku, iż ten współpracował z WSI po roku 1993.

## Życie prywatne
Od 2002 była żoną Krzysztofa Hejkego. Miała z nim jedno dziecko oraz drugie z poprzedniego związku. Zamieszkiwali razem do sierpnia 2008. W 2008 Krzysztof Hejke dwukrotnie składał pozew rozwodowy, zarzucając żonie związki pozamałżeńskie, do których przyznała się przed sądem. W kwietniu 2009 w mediach został opublikowany list, który Krzysztof Hejke skierował do prezydenta RP Lecha Kaczyńskiego, jednocześnie przesyłając jego kopię do Marszałka Sejmu RP Bronisława Komorowskiego i do Kolegium Instytutu Pamięci Narodowej. Przekazał w nim głowie państwa informacje o tym, że jego żona Katarzyna Gójska-Hejke została uwiedziona przez prezesa IPN, Janusza Kurtykę, który przekazywał jej tajne dokumenty z IPN, wykorzystywane przez nią następnie do tworzenia artykułów prasowych na temat lustracji, publikowanych w „Gazecie Polskiej”. W związku z tą sprawą Prokuratura Okręgowa Warszawa-Praga podjęła śledztwo w sprawie domniemanego ujawnienia lub też bezprawnego wykorzystania tajemnicy państwowej przez prezesa IPN, Janusza Kurtykę, które zostało umorzone w listopadzie 2009.
Według doniesień medialnych w 2011 była partnerką Tomasza Kaczmarka (tzw. „agenta Tomka”) i uczestniczyła w jego kampanii przed ówczesnymi wyborami parlamentarnymi.
Później związała się z Michałem Rachoniem, z którym ma trzy córki: Leonię (ur. 2014), Zofię (ur. 2016) i Antoninę (ur. 2020), a 29 kwietnia 2017 wzięła ślub kościelny.